# Lasset
A Lasset folyó Franciaország területén, a Hers-Vif bal oldali mellékfolyója.

## Földrajzi adatok
Ariège megyében ered a Pireneusokban 1 971 m magasan, és Fougax-et-Barrineufnél torkollik a Hers-Vifbe. Hossza 13,6 km, az átlagos vízhozama 0,8 m³ másodpercenként. Vízgyűjtő területe 35km².

## Megyék és városok a folyó mentén
- Ariège: Montségur és Fougax-et-Barrineuf.